# Luisa Ottolini
Luisa Ottolini (Tortona, 10 luglio 1954) è una fisica e ricercatrice italiana.

## Biografia
Laureata in fisica all'Università di Pavia (1978), dal 1982 al 1986 è stata responsabile della Sezione Strutturistica all'Istituto Sperimentale dei Metalli Leggeri (ISML) di Novara.
Nel 1987 ha attivato il Progetto Strategico del Consiglio Nazionale delle Ricerche (CNR): “Microsonda ionica per ricerche avanzate nelle Scienze della Terra” con l'installazione presso il “Centro di Studio per la Cristallografia Strutturale” a Pavia del primo e, ad oggi, unico laboratorio di Spettrometria di Massa a Ioni Secondari (SIMS) nelle Scienze della Terra. Da allora è Responsabile del laboratorio SIMS.
Nel 1989 ha dato l´avvio al servizio nazionale SIMS per Università ed Istituzioni CNR afferenti al Comitato di Scienze della Terra.
Nel 2002-2005 ha coordinato un'unità di ricerca a Pavia, sponsorizzata dal progetto europeo EUROMELT (European Community's Human Potential Programme).
Dal dicembre 2005 al settembre 2017 è stata responsabile dell'Istituto di Geoscienze e Georisorse (IGG) del CNR - Unitá di Pavia.
È stata coautrice di più di 150 pubblicazioni internazionali (ISI), delle quali 5 apparse sulla rivista Nature; più di 200 riassunti relativi a Comunicazioni a Congressi Nazionali ed Internazionali, 35 tra monografie e rapporti interni.

## Ambiti di ricerca
La sua attività di ricerca ha riguardato principalmente lo studio, la messa a punto e l'ottimizzazione di procedure microanalitiche per la determinazione quantitativa di elementi presenti a basse concentrazioni (tracce), leggeri (litio, berillio e boro) e volatili (idrogeno, fluoro, cloro, carbonio) in campioni di interesse mineralogico, petrologico e geochimico.
Inoltre, si è occupata dell´indagine dei processi fisico-chimici alla base della produzione di ioni secondari nella tecnica SIMS, dello studio delle limitazioni della tecnica nell'analisi quantitativa di campioni geologici, e delle correzioni di interferenze ed effetti non-lineari (“effetti di matrice”).
Le sue metodologie sono state applicate a svariati progetti di ricerca in diversi contesti geologici nell´indagine di inclusioni vetrose in minerali silicatici, vetri vulcanici, silicati chimicamente complessi, matrici silicatiche e non silicatiche, nonché nello studio di cariche sperimentali.

## Riconoscimenti
- 2004 - In occasione della celebrazione dell'ottantesimo anniversario della fondazione del CNR, è inclusa tra le 12 ricercatrici CNR che hanno contribuito allo sviluppo del progresso scientifico in Italia.[10]
- 2004 - Assegnato il nome Ferri-ottoliniite a un nuovo end-member di anfibolo (IMA-CNMMN 2001-67A) per riconoscere il “contributo fondamentale di L. Ottolini nell'avanzamento dell'analisi in sonda ionica dei minerali, con particolare riferimento agli elementi leggeri”.[11]
- dal 2006 - Inclusione nelle edizioni di Who's Who in the World (Marquis, Who's Who, Philadelphia, PA, USA).
- dal 2013 - Collaboratrice dell'Università di Liegi.